# Cantonul Ruynes-en-Margeride
Cantonul Ruynes-en-Margeride este un canton din arondismentul Saint-Flour, departamentul Cantal, regiunea Auvergne, Franța.

## Comune
- Celoux
- Chaliers
- Chazelles
- Clavières
- Faverolles
- Lorcières
- Loubaresse
- Rageade
- Ruynes-en-Margeride (reședință)
- Saint-Just
- Saint-Marc
- Soulages
- Védrines-Saint-Loup